# Gelsted (plaats)
Gelsted is een plaats in de Deense regio Seeland, gemeente Næstved, en telt 1351 inwoners (2008).